# 1790 في الولايات المتحدة
فيما يلي قوائم الأحداث التي وقعت خلال عام 1790 في الولايات المتحدة.

## سياسة

### تعيين في المنصب
- 22 مارس – توماس جفرسون وزير الخارجية الأمريكي.
- 5 يونيو – جوزايا بارتليت حاكم نيو هامبشاير [الإنجليزية]‏.
- 29 أكتوبر – وليام باترسون حاكم نيو جيرسي [الإنجليزية]‏.
- 9 نوفمبر – جيمس مونرو عضو مجلس الشيوخ الأمريكي.

### انتهاء فترة المنصب
- 22 مارس – جون جاي وزير الخارجية الأمريكي.
- 13 نوفمبر – وليام باترسون عضو مجلس الشيوخ الأمريكي.

## مواليد

### يناير
- 1 يناير – جيمس مور اين سياسي أمريكي.[1]
- 17 يناير – بووهاتن إليس سياسي أمريكي.[2]

### فبراير
- 4 فبراير – جون باكمان[3]

### مارس
- 29 مارس – جون تايلر رئيس الولايات المتحدة الأمريكية الأسبق.[4]

### أبريل
- 11 أبريل – جورج روكينجهام غيلمر سياسي أمريكي.[5]

### يونيو
- 17 يونيو – أبل باركر أبشر سياسي أمريكي.[6]
- 18 يونيو – جون إيتون سياسي أمريكي.[7]

### يوليو
- 1 يوليو – يعبيص يونغ جاكسون سياسي أمريكي.
- 5 يوليو – هارون وارد سياسي أمريكي.[8]

### سبتمبر
- 13 سبتمبر – جون بلير سياسي أمريكي.[9]

### أكتوبر
- 3 أكتوبر – جون روس سياسي من الولايات المتحدة الأمريكية.[10]

### نوفمبر
- 12 نوفمبر – ليتيسيا تايلر سياسية من الولايات المتحدة الأمريكية.[11]
- 30 نوفمبر – يونان سانفورد سياسي أمريكي.[12]

## وفيات

### أبريل
- 17 أبريل – بنجامين فرانكلين (مواليد 1706) أحد الآباء المؤسسين للولايات المتحدة الأمريكية.[13]

### مايو
- 29 مايو – إسرائيل بوتنام (مواليد 1718) ضابط من الولايات المتحدة الأمريكية.[14]

### أكتوبر
- 14 أكتوبر – وليام هوبر (مواليد 1742) سياسي أمريكي.[15]
- 19 أكتوبر – لايمان هول (مواليد 1724) طبيب أمريكي.[16]